# Метапедија
Метапедија (Metapedia) је вишејезична мрежна енциклопедија крајње деснице, белих националиста и белих супрематиста. Званично је основана 26. октобра 2006. са издањем на шведском језику. Енглеска секција је постављена 28. априла 2007. Секција на мађарском језику је најактивнија са више од 100.000 чланака на дан 26. октобра 2011.